# Maps
A Maps (magyarul: Térképek) Lesley Roy ír énekesnő dala, mellyel Írországot képviselte a 2021-es Eurovíziós Dalfesztiválon Rotterdamban. A dal belső kiválasztás során nyerte el a dalversenyen való indulás jogát.

## Eurovíziós Dalfesztivál
2020. március 5-én vált hivatalossá, hogy az ír műsorsugárzó Lesley Royt választotta ki az ország képviseletére a 2020-as Eurovíziós Dalfesztiválon. Március 18-án az Európai Műsorsugárzók Uniója bejelentette, hogy 2020-ban nem tudják megrendezni a versenyt a COVID–19-koronavírus-világjárvány miatt. Az ír műsorsugárzó jóvoltából az énekesnő lehetőséget kapott az ország képviseletére a következő évben egy új versenydallal. 2021. február 19-én vált hivatalossá a dal címe, míg a versenydalt csak február 26-án mutatták be a dalfesztivál hivatalos YouTube-csatornáján.
Az Eurovíziós Dalfesztiválon a dalt először a május 18-án rendezett első elődöntőben adták elő, a fellépési sorrendben hetedikként, az észak-macedón Vasil Here I Stand című dala után és a ciprusi Elena Tsagrinou El Diablo című dala előtt. Az elődöntőben a nézői szavazatok és a nemzetközi zsűrik pontjai alapján nem került be a dal a május 22-én megrendezésre került döntőbe. Összesítésben 20 ponttal a utolsó helyen végzett.

## Slágerlisták
| Slágerlista (2021)     | Legjobb helyezés |
| ---------------------- | ---------------- |
| Hollandia (Single Top) | 30.              |
| Írország (IRMA)        | 76.              |
| Litvánia (AGATA)       | 96.              |

## Incidensek

### Kamera probléma az első elődöntőben
Az első elődöntőben Írország produkciója előtt nem sokkal elromlott az egyik kamera, ami megnehezítette a produkció elkezdését. Amíg megoldották a problémát az egyik műsorvezetőnek, Chantalnak, ki kellett tölteni az időt, ezért az eurovíziós alkalmazás újdonságáról, a tapsolás funkcióról beszélt, valamint a közönséget buzdította.